# Dante e Virgílio no Inferno
Dante e Virgílio no inferno (em francês: Dante et Virgile) é um quadro do pintor academicista William-Adolphe Bouguereau, que foi realizado em 1850 e que se encontra no Museu de Orsay em Paris, França.
O pintor usa um episódio da Divina Comédia, de Dante, que descreve a entrada de Virgílio e de Dante no oitavo círculo do inferno, onde encontram-se os falsificadores. Lá eles assistem a uma luta entre duas almas condenadas: Capocchio, um herege alquimista, é atacado e mordido no pescoço por Gianni Schicchi, personagem real que viveu no século XIII em Florença e que tinha usurpado a identidade de um homem morto, a fim de reivindicar sua herança de forma fraudulenta e enviado por isso ao inferno.
Bouguereau usou a Divina Comédia como fonte de inspiração em outra de suas obras, Alma conduzida ao Paraíso pelos anjos.
Jean-Léon Gérôme tem uma obra homônima.